# Hogna ventrilineata
Hogna ventrilineata là một loài nhện trong họ Lycosidae.
Loài này thuộc chi Hogna. Hogna ventrilineata được Lodovico di Caporiacco miêu tả năm 1954.